# Acrocercops chrysoplitis
Acrocercops chrysoplitis là một loài bướm đêm thuộc họ Gracillariidae. Nó được tìm thấy ở Uttaranchal, Ấn Độ. Nó được miêu tả bởi Edward Meyrick năm 1937. Ấu trùng ăn Shorea robusta.